# 圣皮埃尔堡
圣皮埃尔堡（法語：Labastide-Saint-Pierre，法語發音：[labastid sɛ̃ pjɛʁ]）是法国奥克西塔尼大区塔恩-加龙省的一个市镇，位于该省南部，属于蒙托邦区。

## 地理
圣皮埃尔堡（43°55'6"N, 1°22'4"E）面积20.64 平方千米，位于法国奧克西塔尼大區塔恩-加龙省，该省份为法国西南部内陆省份，北起顺时针与洛特省、阿韦龙省、塔恩省、上加龙省、热尔省和洛特-加龙省接壤。
与圣皮埃尔堡接壤的市镇（或旧市镇、城区）包括：布雷索勒、康普萨、科尔巴里约、蒙托邦、蒙巴尔捷、奥尔格伊。
圣皮埃尔堡的时区为UTC+01:00、UTC+02:00（夏令时）。

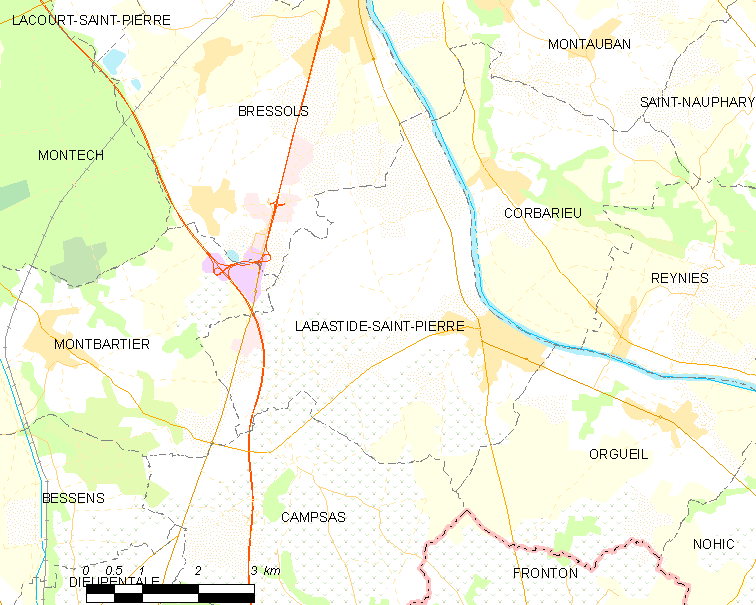
圣皮埃尔堡的OSM定位图

## 行政
圣皮埃尔堡的邮政编码为82370，INSEE市镇编码为82079。

## 政治
圣皮埃尔堡所属的省级选区为塔恩-泰斯库-绿色凯尔西县。

## 人口

1962-2008年间圣皮埃尔堡人口变化图示

圣皮埃尔堡于2022年1月1日时的人口数量为3763人。